# 46–48 High Street (Linlithgow)

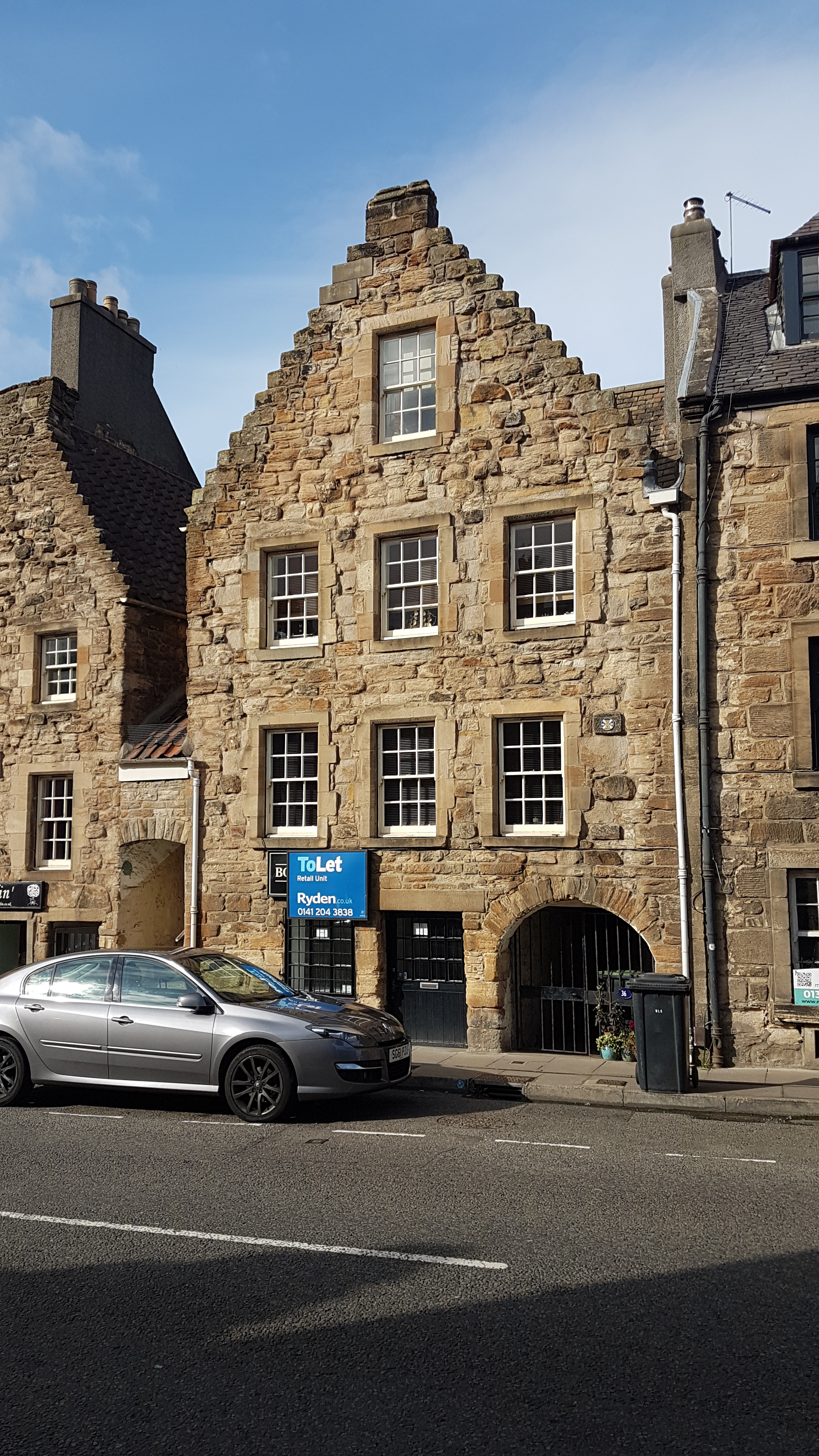
44 High Street; 46–48 High Street ist am linken Bildrand zu erkennen

Unter der Adresse High Street 46–48 in der schottischen Stadt Linlithgow in der Council Area West Lothian befinden sich zwei Wohngebäude. 1971 wurden sie als Ensemble in die schottischen Denkmallisten in der höchsten Denkmalkategorie A aufgenommen.
Zusammen mit den nebenliegenden und unabhängig als Denkmalensemble klassifizierten Häuser 38–44 High Street wird die Gebäudezeile als Hamilton’s Land bezeichnet. Dies ist auf den Familienzweig der Hamiltons of Pardovan and Humbie zurückzuführen, dessen Mitglieder die Häuser im frühen 17. Jahrhundert erbauen ließen. Im Jahre 1958 wurden die Gebäude restauriert.

## Beschreibung
Die Gebäude stehen an der High Street, einer der Hauptverkehrsstraßen im Osten von Linlithgow, unweit von Linlithgow Palace. Die beiden dreistöckigen Häuser sind nicht identisch aufgebaut, wobei das linke zwei und das rechte drei Achsen weit ist. Das Mauerwerk besteht aus Bruchstein vom cremefarbenen Sandstein, der grob zu einem Schichtenmauerwerk verbaut wurde. Ebenerdig sind Ladenräume eingerichtet, während die Obergeschosse als Wohnräume zur Verfügung stehen. Die traditionell gestalteten, südexponierten Frontseiten mit zwölfteiligen Sprossenfenstern sind mit Staffelgiebeln und giebelständigen Kaminen gearbeitet. Faschen aus Quadersteinen fassen die Gebäudeöffnungen ein. Rechts führt ein Segmentbogenportal in das Gebäudeinnere. An der Gebäuderückseite schließt sich ein zweistöckiger Nordflügel an. Auf dem Hinterhof ist ein Brotbackofen aus dem 16. Jahrhundert zu finden.